# Arctocebus aureus
Angwantibo doré, Angwantibo du Sud, Potto doré, Potto doré de Calabar
«  Potto doré » et «  Potto doré de Calabar » redirigent ici. Pour les autres significations, voir Potto.
Espèce
Statut de conservation UICN

 LC  : Préoccupation mineure
Statut CITES
L'Angwantibo doré (Arctocebus aureus), également appelé Angwantibo du Sud, Arctocèbe doré, Potto doré ou Potto doré de Calabar, est un primate de la famille des lorisidae. Elle compose le genre Arctocebus avec l'Angwantibo de Calabar (Arctocebus calabarensis). L'aire de répartition de l'angwantibo doré recouvre le Cameroun, la République du Congo, la Guinée équatoriale et le Gabon. Il vit essentiellement dans les forêts humides mais il est parfois vu dans les terres cultivées.
L'angwantibo doré pèse entre 266 et 465 grammes, une queue touffue, des griffes spécialisées à son mode de vie à chaque pied et une rayure blanche sur son visage. Il est facilement distingué de son cousin de Calabar. La fourrure de son dos est rouge-dorée et plus rouge encore sur son ventre.
L'angwantibo doré est un animal nocturne et arboricole, vivant la majorité de son existence dans les branches des arbres entre 5 et 15 mètres au-dessus. Son régime est composé à 85 % d'insectes (surtout des chenilles) et à 14 % de fruits. Ses mœurs sociales et reproductives sont similaires à l'angwantibo de Calabar.